# World Cup i bandy 2008
World Cup i bandy 2008 spelades på Ljusdals IP i Ljusdal i Sverige 23-26 oktober 2008. På grund av det varmare vändret och den dåliga isen flyttades semifinalerna och finalen till Edsbyn Arena I finalen möttes två lag från Sverige, Edsbyns IF besegrade Bollnäs GoIF/BF med 3-2.
Västerås SK avstod från deltagande, och valde i stället inomhuscuper samt träningsläger till Kemerovo i Ryssland. Även Vetlanda BK avstod, och för att delta i Kemerovo Cup. Redan inför World Cup 2007 menade såväl Edsbyns IF:s som Västerås SK:s sportchefer att hall behövs.

## Gruppspel
De två högst placerade lagen i varje grupp gick vidare till kvartsfinal. Där ställdes A 1 mot B2, B 1 mot A 2, C 1 mot D2 och D 1 mot C 2.

### Grupp A
| Nr | Lag        | S | V | O | F | +/-     | P |
| -- | ---------- | - | - | - | - | ------- | - |
| 1  | HC Kuzbass | 3 | 2 | 1 | 0 | 23 - 8  | 5 |
| 2  | Edsbyns IF | 3 | 2 | 1 | 0 | 15 - 5  | 5 |
| 3  | HK Vodnik  | 3 | 0 | 1 | 2 | 10 - 20 | 1 |
| 4  | OLS        | 3 | 0 | 1 | 2 | 7 - 20  | 1 |

- 23 oktober 2008: HC Kuzbass-HK Vodnik 10-4
- 23 oktober 2008: Edsbyns IF-OLS 5-1
- 24 oktober 2008: OLS-HC Kuzbass 2-11
- 24 oktober 2008: Edsbyns IF-HK Vodnik 6-2
- 25 oktober 2008: HC Kuzbass-Edsbyns IF 2-2
- 25 oktober 2008: OLS-HK Vodnik 4-4

### Grupp B
| Nr | Lag                 | S | V | O | F | +/-    | P |
| -- | ------------------- | - | - | - | - | ------ | - |
| 1  | HK Zorkij           | 3 | 2 | 1 | 0 | 9 - 6  | 5 |
| 2  | HK Uralskij Trubnik | 3 | 2 | 0 | 1 | 11 - 5 | 4 |
| 3  | Hammarby IF         | 3 | 1 | 0 | 2 | 6 - 9  | 2 |
| 4  | Torneå PV           | 3 | 1 | 0 | 2 | 4 - 10 | 1 |

- 23 oktober 2008: Hammarby IF-HK Uralskij Trubnik 0-5
- 24 oktober 2008: Torneå PV-HK Zorkij 2-2
- 24 oktober 2008: HK Uralskij Trubnik-HK Zorkij 1-3
- 24 oktober 2008: Hammarby IF-Torneå PV 3-0
- 25 oktober 2008: HK Zorkij-Hammarby IF 4-3
- 25 oktober 2008: HK Uralskij Trubnik-Torneå PV 5-2

### Grupp C
| Nr | Lag                     | S | V | O | F | +/-    | P |
| -- | ----------------------- | - | - | - | - | ------ | - |
| 1  | HK Jenisej Krasnojarsk  | 3 | 2 | 1 | 0 | 16 - 2 | 5 |
| 2  | Sandvikens AIK          | 3 | 2 | 0 | 1 | 7 - 7  | 4 |
| 3  | Broberg/Söderhamn Bandy | 3 | 1 | 1 | 1 | 10 - 7 | 3 |
| 4  | Solberg SK              | 3 | 0 | 0 | 3 | 2 - 19 | 0 |

- 23 oktober 2008: Sandvikens AIK-HK Jenisej Krasnojarsk 0-6
- 24 oktober 2008: Solberg SK-Broberg/Söderhamn Bandy 2-7
- 24 oktober 2008: HK Jenisej Krasnojarsk-Solberg SK 8-0
- 24 oktober 2008: Sandvikens AIK-Broberg/Söderhamn Bandy 3-1
- 25 oktober 2008: Solberg SK-Sandvikens AIK 0-4
- 25 oktober 2008: HK Jenisej Krasnojarsk-Broberg/Söderhamn Bandy 2-2

### Grupp D
| Nr | Lag             | S | V | O | F | +/-    | P |
| -- | --------------- | - | - | - | - | ------ | - |
| 1  | Dynamo Moskva   | 3 | 3 | 0 | 0 | 18 - 2 | 6 |
| 2  | Bollnäs GoIF/BF | 3 | 2 | 0 | 1 | 11 - 4 | 4 |
| 3  | Ljusdals BK     | 3 | 1 | 0 | 2 | 6 - 15 | 2 |
| 4  | Stabæk IF       | 3 | 0 | 0 | 3 | 2 - 16 | 0 |

- 23 oktober 2008: Ljusdals BK-Stabæk IF 5-2
- 23 oktober 2008: Bollnäs GoIF/BF-Dynamo Moskva 2-3
- 24 oktober 2008: Dynamo Moskva-Stabæk IF 6-0
- 25 oktober 2008: Ljusdals BK-Bollnäs GoIF/BF 1-4
- 25 oktober 2008: Bollnäs GoIF/BF-Stabæk IF 5-0
- 25 oktober 2008: Ljusdals BK-Dynamo Moskva 0-9

## Slutspel

### Kvartsfinaler
- 25 oktober 2008: Edsbyns IF-HK Uralskij Trubnik 4-4, 5-3 på straffslag
- 25 oktober 2008: HK Zorkij-HC Kuzbass 3-1
- 25 oktober 2008: HK Jenisej Krasnojarsk-Bollnäs GoIF/BF 3-4
- 26 oktober 2008: Dynamo Moskva-Sandvikens AIK 4-1

### Semifinaler
- 26 oktober 2008: Edsbyns IF-HK Zorkij 4-2
- 26 oktober 2008: Bollnäs GoIF/BF-Dynamo Moskva 3-1

### Final
- 26 oktober 2008: Edsbyns IF-Bollnäs GoIF/BF 3-2